# Verin Ptghni
Verin Ptghni (en arménien Վերին Պտղնի) est une communauté rurale du marz de Kotayk, en Arménie. Elle compte 898 habitants en 2008.